# 허니와 클로버
《허니와 클로버》(일본어: ハチミツとクローバー 하치미쓰토 쿠로바[*]→벌꿀과 클로버, Honey and Clover/ 대한민국 제목: 허니&클로버)는 일본의 만화가 우미노 치카(羽海野チカ)가 그린 만화 작품으로, 이를 원작으로 제작된 애니메이션, 영화, 텔레비전 드라마이다. 약칭은 〈"하치크로(ハチクロ)"〉.

## 개요
- 본작은 일본의 한 미대를 무대로 한 "청춘 군상극"으로, 하이텐션인 에피소드와 잔잔한 감동 장면을 통해, 연애에 서툰 대학생들의 보답받지 못하는 사랑의 모습과 자신의 재능과 삶을 헤매이는 젊은이들의 모습을 그리고 있다.

- Chapter.1장에서 14장까지 《CUTiEcomic》 (다카라지마샤)[1]에서 연재되었지만, 2000년 6월호에서부터 2001년 7월호에 게재된 동 잡지의 휴간에 따라 Chapter.15장부터 Chapter.56장까지는 《영 유》(ヤングユー, 슈에이샤)에서 연재가 이행되었다.

- 또한, Chapter.57장부터는 《코러스》(コーラス, 슈에이샤)에서 연재되어 2006년 7월 28일 발매호에 연재된 64장으로 최종회를 맞이했다. 슈에이샤에서 단행본으로 전 10권이 출간되었으며, 팬북은 1권, 이후 스핀 오프 작품을 발표 할 예정에도 있지만, 《코러스》에서 2008년 3월호에 단편이 게재되고 있어, 향후에도 부정기적으로 게재 될 예정이다. 대한민국에서는 학산문화사에서 번역되어 출판되었다.

- 2003년 제27회 일본 고단샤 만화상 (소녀 부분)을 수상했다. 다카라지마샤에서 발표한 "이 만화가 대단해" 여자 편(2006년, 2007년)에서 2년 연속 1위를 차지했다. 공칭 발행 부수는 최종권 시점에서 780만 부를 기록했다.

- 텔레비전 애니메이션은 2005년 4월부터 9월까지 후지 TV의 애니메이션 방영 시간대인 "노이타미나" 시간대에서, 2006년 6월부터는 제2기인 〈허니와 클로버 II〉가 같은 시간대에 방송되었다.

- 2006년 7월 22일부터 실사 영화 《허니와 클로버》로 극장에서도 개봉되었다. 이후, 2008년 1월 8일부터 후지 TV에서 텔레비전 드라마화했지만 저조한 시청률을 기록했다. 2008년에는 중화민국에서도 〈봉밀행운초(蜂蜜幸運草)〉의 제목으로 텔레비전 드라마화되어 주요 촬영지로는 일본의 가가와현에서의 촬영이 진행되었다. 일본에서는 후지 TV 721과 후지 TV CSHD에서, 2009년 2월 9일부터 2월 24일까지 주말을 제외하고 매일 2화씩 방송되었다. 지상파에서는 2009년 3월 26일부터 나고야 테레비에서 4월 15일부터 9월 16일까지 TV 아사히를 통해 방송되었다.

- 원작의 제목의 유래를 살펴보면, '허니'(ハチミツ)는 일본의 록 밴드인 스피츠의 앨범 이름인 'ハチミツ'에서 땄으며, '클로버'는 스가 시카오(スガシカオ)의 앨범인 '클로버'(クローバー)에서 가져왔다고 한다. 우미노 지카가 작품 제목을 정할 때 마침 이 두 앨범이 근처에 놓여 있었다는 것이 이유였다고 한다. [출처 필요] 이러한 연유로, 애니메이션 판의 삽입곡에는 스피츠와 스가 시카오의 곡이 다수 사용되었다. 하지만, 2008년에 방송한 텔레비전 드라마에서는 이 두 그룹의 노래는 전혀 사용되지 않았고, 주제가도 이전 작품에 관련이 없는 히라이 켄이 주제가를 불렀다.

- 이 작품의 무대가 되는 미술 대학의 모델은 스피츠의 기타리스트인 구사노 마사무네(草野正宗)의 모교인 무사시노 미술대학이며, 건물의 묘사가 작품 속에서 현실적으로 재현되어 있다. 이는 애니메이션에서도 같으며, 자막 뒷부분에서 무사시노 미술대학이 협찬으로 표시되어 있다.

## 등장 인물
- 하나모토 하구미(花本 はぐみ)

성우 : 쿠도 하루카 / 정미숙
18세의 서양화과 여학생으로, 설정에 따르면 고향은 나가노현 아쓰미노(安曇野)이다. 친구들에게 하구(はぐ)라는 애칭으로 불리나, 모리타만 '마우스'(マウス), '클로보클'(コロボックル 코로폿쿠루[*], 아이누 전승에 등장하는 난장이족), '꼬마 미니'(チビモニ 지비모니[*]) 등으로 부른다. 외모, 언행이 모두 아이 같아서 대학생으로 보이지 않는다. 하구미의 아버지는 나가노현 경찰 수사 1과장이며, 하나모토 슈지와 종형제이다.
천부적인 재능 때문에 신진 예술가로서 주목을 받지만, 동시에 주위에서 경원시되어 고독함을 느낀다. 또한 하구미는 소심한 성격에 사람을 사귀는 것이 서툴러서, 타케모토 일행과 만나기 전에는 친구가 없었다. 비슷하게 천재성을 지닌 모리타에게 어쩐지 끌리고 있다.
초코 민트를 채운 호박 요리, 그레이프 후르츠를 넣어 만든 밥 등 터무니없는 창작 요리를 만들어 내며, 이로 인해 야마다와 더불어 '여자 요리부'로 불린다. 그러나 하구미가 나가노에서 할머니와 함께 살던 때에는 평범한 요리를 만들었던 것으로 보이고, 이러한 면은 야마다 쪽이 클로즈업 되는 경우가 많다. 네잎 클로버를 식용 재료로 사용하기도 하나, 식물성 에스트로겐이 인체에 나쁜 영향을 준다는 사실이 있어 별로 좋은 행동으로 받아들여지지 않고 있다.
- 타케모토 유우타(竹本 祐太 다케모토 유타[*])

성우 : 카미야 히로시 / 김영선
19세의 건축과 남학생으로 손재주가 뛰어나며, 주변사람들에게 타케모토라 불린다. 고향은 군마현으로 일찍 아버지를 여의고, 어머니인 미츠코와 단 둘인 가정에서 자랐다. 타케모토는 학교를 졸업하고 어머니를 모시고 사는 것을 삶의 목표로 삼았으나, 어머니와 아이다 카즈오의 재혼으로 목표를 잃고 갑자기 미대에 입학한다. 솔직하고 성실한 성격으로 나이든 사람들에게 귀여움을 받지만, 처세술에는 서툴다. 타케모토는 하구미에게 한눈에 반하지만, 처음에는 스스로의 감정을 알지 못하였다. 대학 졸업이 다가와도 스스로의 갈 길을 찾아내지 못하고 자신이 무엇을 하고 싶은지를 고민하며 방황한다.
- 야마다 아유미(山田 あゆみ)

성우 : 타카하시 미카코 / 정소영
21세의 도예과 여학생으로 아유로 불린다. 도예의 재능에는 정평이 나있다. 학교 내에서는 성격 좋은 누님과 같은 존재로 알려져 있으며, 체력이 좋은 점에서 “철인”이라는 별명을 가지고 있다. 하마다야마 상점가의 주류상점의 딸이며 가족구성은 아버지, 어머니, 오빠. 어릴적부터 능력이 좋다고 알려져서, 상점가의 젊은이들과 대학 후배등 다수의 팬을 가지고 있으나, 오직 마야마만을 생각하고 있다. 볼륨있는 몸매와 각선미를 지니고 있다. 모델로 하고 싶을 정도의 이상적인 스타일이라서 그런지, 보기보다는 무거운 듯하다. 많이 먹고, 술버릇이 나쁜 편. 또한, 가라데의 경력이 있어서 (초5때 대회에 입상했다) 분노하거나 놀랐을 때 주변에 있던 사람들에게 뒤꿈치찍기나 연속차기등을 선보인다. 연재 초기에는 요리에 흥미가 없었던 듯하나, '딸기가 든 주먹밥'이나 '초콜렛 맛 카레'등, 하구미를 뛰어넘은 요리센스를 발휘하게 된다. 그럼에도, 여러 가지 의미로 그녀의 요리를 맛보고 싶어하는 사람은 많다. 게다가, 하구미는 그녀가 만든 요리를 맛있어 하는 것 같다! 머리수를 맞추기 위해 미팅등에 불려가서는 술김에 판을 깨버리는 바람에 “미팅의 파괴신”이라는 별명을 지님.
- 마야마 타쿠미(真山 巧 마야마 다쿠미[*])

성우 : 스기타 토모카즈 / 김승준
건축과. 22세 (첫 등장시). 통칭 마야마. 타케모토의 선배. 대학을 재수해서 들어온 듯하며, 같은 학년의 야마다보다 한살 위. 졸업 후에는 유명 건축디자인 사무소에 입사한다. 큰 키, 안경, 약간 곱슬이 있는 원래부터 빨간 머리카락이 트레이드 마크. 우수한 학생으로서 일처리도 실수없이 해내며, 남을 잘 배려해주는 성격으로 여자들에게도 인기가 있다. 단, 이것은 야마다로 인하여 미팅이 깨진 친구들이 그에게 항의한 것이 그렇게 보인 탓도 있는 것 같다. 하라다 디자인의 사장인 리카 일편단심이지만, 자신에게 마음을 기대오는 야마다에 대해서도 냉철하게 딱 자르지 못하는 태도를 취한다. 리카에 대해서는 다소 스토커같은 행동을 여러번 하기도 했다. 후지와라 디자인 사무소가 쪼개질 때 회사를 나와서, 하라다 디자인에 밀고 들어가서 사원이 된다. 친구를 잃는 것을 싫어하여 아무리 바빠도 친구들이 모이는 행사에는 거의 반드시 참가한다. 주요 멤버들 중 가장 상식을 갖춘 자이며 슈우지와 함께 달래는 역할이나 츳코미 역할을 맡게 되는 경우가 많다. 이시카와 현 카나자와 시 출신. 4명 남매의 막내로 누나가 세명 있다. 고향 집의 애견은 타케모토와 닮았다. 뮤지션인 스가 시카오가 모델. 축구를 좋아하는 점도 닮았다.
- 모리타 시노부(森田 忍)

성우 : 우에다 유지 / 변현우
조각과 → 일본화과. 24세 (첫 등장시). 호칭 모리타. 타케모토와 마야마의 선배. 타케모토와 같이 하구미에게 한눈에 반했다. 넘치는 재능(미술, CG, 영화, 가창력 등 여러 분야에 걸치는)을 가지고 있으나, 가끔 장시간 행방불명이 되어버리는 탓에 (알 수 없는 아르바이트를 하고 있다) 학점이 부족하거나, 졸업작품 출품에 맞추지 못하거나 하여 계속 유급이었다. 보통 사람은 이해하기 힘든, 말 그대로 천재라고 불릴 인물로서, 스스로의 욕망에 충실하게 행동하는 점에서 학교 내에서는 괴인으로 통하고 있으며 종종 주변의 주목을 받고 있고 있다. 다른 사람의 말에 흔들리지 않는 점, 여자에게 인기가 있으나 다른 사람에게 귀를 기울이지 않는 점 등으로 애인이 잘 생기지 않는다. 하구미에게 흥미(호의)를 품고 있다. 금전운은 이상하게 강하고, 돈에 집착하는 성격. 8년이 걸려서 학교를 졸업했으나... 
형은 카오루, 아버지는 발명가 겸 사장이었던 츠카사. 출신지 불명.
- 하나모토 슈우지(花本 修司)

성우 : 故 후지와라 케이지 / 故 오세홍
30대 초반(첫 등장시). 호칭 하나모토 선생님 (일본판에서는 슈우 짱이라고도 불린다). 주인공들이 다니는 대학교의 교수. 평소 교수로서 학생들을 따뜻하게 지켜본다. 예전에는 그 학교 학생이었다. 하구미의 부모와 같은 존재로서 하구미를 매우 사랑하고 있다. 리카의 죽은 남편과는 친구였으며 학생때 같이 살았었다. 거기에 리카가 끼어들어와서 셋이 살았던 적도 있다. 리카의 남편이 죽고난 후 리카를 다시 일으켜 세우려고 했으나, 역부족으로 마야마에게 맡기게 되었다. 예술가로서는 성공하지 못하였으며, 재능이 있는 하라다 부부나 하구미에 대해서는 복잡한 감정을 품고 있는 면이 있다. 요리를 잘한다. 자기 발견에는 몇 차례 실패한 적이 있다. 은사는 도다이지 교수.
- 하라다 리카(原田 理花, 결혼 전의 성은 에가미 江上）

성우 : 오오하라 사야카 / 장은숙
하라다 디자인의 경영자. 키 164cm. 미인이지만 붙임성이 없어 무뚝뚝하고 사람을 잘 사귀지 못한다. 건축 디자이너로서는 전부터 재능을 인정받고 있으며, 팬도 많다. 자신의 실수로 같은 디자이너였던 남편을 사고로 떠나보낸 것을 후회하여 스스로를 탓하면서도, 남겨진 사무소를 혼자서 꾸려가고 있다. 자신도 그 사고로 인하여 몸의 왼쪽 절반에 깊은 상처를 입고, 후유증으로 이동시에는 지팡이를 손에서 놓지 않는다. 슈우지와 마야마의 따뜻함을 알면서도 스스로가 그들을 상처입힌 다는 것을 알고 거리를 두려고 한다. 홋카이도 오타루시출신. 개를 매우 좋아하며 스스로도 어릴적에 개를 길렀었다.
- 모리타 카오루(森田 馨)

성우 : 타케와카 타쿠마 / 신용우
시노부의 형. 시노부의 의문의 아르바이트와 깊은 관련이 있는 인물. 시노부와 같이 장난기 어린 인물이지만, 자신은 시노부와 닮은 점을 부정하고 있다. 회사 사장이기도 하며, 시로야마와 노다 등의 사원들의 존경을 받고 있다. 부하들로부터는 “카오루 님”으로 불리고 있다. 유우키 나에 裕木奈江의 팬. 냉철하게 행동하지만 근본은 어려서 고뇌하는 일이 잦다. 아버지의 재능을 가졌으며 지금도 자신을 잘 따르는 동생 시노부에 대해 복잡한 감정을 가지고 있다. 어릴 적에는 아버지의 친구이자 부하였으며, 지금의 자신과 같은 상황에 있던 네기시를 잘 따랐다. 그들 형제가 돈에 집착하는 것에는 깊은 이유가 있는 듯 한데...
- 노미야 타쿠미(野宮 匠)

성우 : 하마다 켄지 / 홍범기
마야마가 후지와라 디자인 사무소에서 근무했을 때의 선배이며, 일 처리에 매우 뛰어난 능력을 가진 어른스러운 남자. 한참 전의 자신과 닮은꼴인 마야마를 보면 자신의 전 모습을 보는 듯하여 부끄러움을 느끼며 복잡한 감정이 드는 것 같다. 우연히 마야마와 이름도 같은 “타쿠미”이다. 여성에 대해서는 쿨했으나, 야마다에게 관심을 가지고 적극적인 어프로치를 하던 중, 한참 전에 벗어던진 청춘의 미숙함(작품 속에서는 마치 옷을 입은 듯한 청춘 수트로 표현)을 다시 가지게 된다. 마야마와 야마다가 무의식적으로 가지고 있는 이기적인 감정에 대해, 그들에게 날카롭게 따진다.
- 야마자키 카즈시(山崎 一志)

성우 : 츠치다 히로시 / 신용우
마야마가 후지와라 디자인 사무실에서 근무했을 때의 선배. 마야마보다 네살 또는 그 이상 나이가 많다. 노미야와는 동기. 기본적으로 좋은 사람이다. 미와코를 짝사랑하고 있으나 미와코는 그것을 알지 못하고 적당히 대하고 있다. 남중 남고 출신에 학교는 공학부였다. 미와코가 야마자키를 놀리기 위해 일부러 사놓은 화려한 옷(좀 지나칠 정도로)을 종종 입지만, 키가 크고 몸매가 좋다보니 오히려 잘 어울리다 못하여 패션 잡지에 실리기도 한다.
- 테시가와라 미와코(勅使河原 美和子)

성우 : 네야 미치코 / 김선혜
마야마가 후지와라 디자인 사무실에서 근무했을 때의 선배. 회사에서는 누님과 같은 존재로서, 사원들을 통솔한다. 업무 능력은 놀랍지만, 한편으로는 다른 직원들을 놀리면서 즐거워하는 장난기를 지니고 있다. 외모는 능력있는 미인 상사이지만, 취미는 아저씨같아서 맛사지 의자에서 리더(개)와 함께 논다든지, 건강시설 풀코스를 즐기는 것을 좋아한다. 흔한 성은 아니며 테시가와라라고 읽는다.

## 줄거리
미대생 타케모토 유우타는 가난한 두 명의 선배 모리타 시노부와 마야마 타쿠미에게 시달리면서도 하루하루 대학생활을 즐기고 있었다.
어느날 타케모토들은 다니는 학교의 교수인 하나모토 슈우지에게서 친척인 하나모토 하구미를 소개받는다. 낯가림이 심하고 말수도 적은 하구미였지만, 그 사랑스러움에 타케모토는 자기도 모르는 사이에 한눈에 반한다. 또한 기인으로 알려진 모리타 선배도 하구미를 마음에 두게 된다. 그러나 모리타의 애정표현은 다른 사람에게는 이해하기 어려워서 (또한 소중한 하구미에게도) 주변에서는 모리타가 하구미를 괴롭히는 것으로 밖에는 보이지 않는다. 그러나 모리타와 친한 타케모토만은 모리타의 진심을 눈치채고, 재능이 넘치는 모리타가 사랑의 라이벌이 된 것에 무의식적으로 일말의 불안을 느낀다. 대학에서의 평온한 시간을 보내고 또 보내던 사이에 이윽고 타케모토들과 친해져 가는 하구미. 그리고 어느덧 타케모토의 걱정이 들어맞는다. 하구미와 모리타는 서로 이끌리고, 그 사실을 자각하게 된다. 그러나 두 사람의 사랑은 보통의 그것과는 달리 보통 사람에게는 이해할 수 없는 천재들 간의 영혼의 매듭과 같은 것이었다. “연애”라고 하기에는 조금 불가사의한 관계의 하구미와 모리타. 거기에 모리타에게는 어딘지 모르게 타케모토를 배려해주는 마음도. (모리타와 하구미) 서로의 작품에 촉발되어 창작활동을 격려하기도 하지만, 모리타는 아무 말없이 당돌하게 약 1년이나 미국으로 떠나는 등, 두 사람의 거리는 가까워졌다가 멀어졌다가를 계속한다. 그래도 그런 하구미와 모리타의 모습을 보면서, 두 사람이 공유하는 세계에 들어갈 수 없는 타케모토는 소외감을 맛본다. 그러던 중 하구미의 보호자와 같은 존재인 슈우지는 또한, 볕이 드는 곳에서 재능을 꽃피워가는 하구미를 지켜보며, 자신은 하구미를 이용하여 스스로가 도달할 수 없었던 곳을 보려고 하는 것은 아닌가 자문하며, 죄악감에 괴로워하게 된다. 또한 하구미가 예술가로서 살아가는 것에 한명의 여성으로서의 행복을 얻을 수 없는 것은 아닐까 하는 불안도 있었다. 하구미를 걱정하면서도 뒤에서 밀어줄 수 없는 슈우지..
이윽고 타케모토에게도 대학 졸업이 다가오지만, 스스로의 인생길이 보이지 않는 그는 취직도 되지 않고, 졸업작품 제출일 전에 병으로 입원하게 된다. 그리고 1년간 학교를 더 다니기로 한다. 그러나 시간이 지나도 스스로가 하고싶은 일을 찾지 못하는 타케모토. 하구미도 그런 타케모토를 걱정한다. 그리하여 고민하던 타케모토는 어느날 발작적으로 자전거를 타고 뛰쳐나가서, 스스로가 어디까지 달릴 수 있는가를 알기 위한 여행을 떠난다. 거기서 여러 사람들과 서로 접하면서 조금씩 스스로의 존재를 찾아나가게 된다.
한편, 마야마는 아르바이트를 하던 건축디자인 사무소의 경영자 하라다 리카를 연모하고 있었다. 그러나 남편을 사고로 보내고 남은 사무소를 혼자서 지키던 리카는 마야마의 마음을 눈치채면서도 일부러 관심이 없는 척 하여 마야마와 거리를 두려고 한다. 그런 마야마의 모습에 제일 상처를 입은 것이 마야마를 진심으로 사랑하던 야마다 아유미였다. 야마다의 마음을 아는 마야마는 야마다에게 그 마음에 응해줄 수 없음을 전하지만, 애처로운 야마다를 마야마는 완전히 떨치지 못한다. 야마다도 마야마가 돌아봐줄 가능성이 적다는 것을 알고 있지만, 그 마음을 끊어내지 못하고 시간이 흘러간다.
그 후 취직한 마야마이지만, 아직 리카를 잊지 못하고, 언젠가 스스로 리카를 지탱해줄 수 있는 남자가 되어 다시 그녀의 옆에 있어줄 수 있게 되기를 바라며 하루하루 스스로를 단련해갔으나 한편 야마다와도 변함없는 관계가 계속되었다. 회사 선배인 노미야 타쿠미는 그런 마야마의 애매한 태도를 공격하며, 야마다에게 맹렬한 어택을 시작한다. 그렇게 언제까지라도 마야마에게 마음을 품고 있는 야마다에 대해서 노미야는 “돌아봐주지 않더라도, 마야마에 대한 짝사랑은 변하지 않아”라고 스스로에게 자아도취를 하고 있는 것은 아니냐며 통렬한 한마디를 던진다. 부정하면서도 스스로의 마음에 그런 생각이 있었다는 것을 느끼는 야마다. 자신에게 어프로치 해오는 노미야와 접하던 중, 드디어 야마다의 마음에도 변화의 조짐이...
또한 마야마는 마야마대로, 우연한 기회에 다니던 회사를 그만두고, 리카의 사무소에 멋대로 찾아가서 다시 일하기 시작한다. 스스로 리카에게의 감정을 마주하고, 역부족이라고 하더라도 리카를 부축하여 함께 걸어나갈 것을 다짐하면서..
이렇게 모두가 서로 각자에 대한 사랑을 마음에 품으면서, 빠르게 흘러가는 시간 속에서 함께 같은 시간을, 기적과도 같은 시간을 보내어 간다. 그러나 시간의 흐름에 따라서 서로 각자 억누르고 있던 진심에 눈을 뜨고, 또 그것에 대처해가면서 스스로의 길을 찾아나간다.

## 단행본

### 한국어판
학산문화사 메이퀸 코믹스로 정식 한국어판이 나오고 있다.
- 허니와 클로버 1권 - 2003년 4월 발행, ISBN 89-529-3871-2
- 허니와 클로버 2권 - 2003년 5월 발행, ISBN 89-529-3978-6
- 허니와 클로버 3권 - 2003년 6월 발행, ISBN 89-529-4210-8
- 허니와 클로버 4권 - 2003년 7월 발행, ISBN 89-529-4366-X
- 허니와 클로버 5권 - 2003년 10월 발행, ISBN 89-529-4651-0
- 허니와 클로버 6권 - 2004년 6월 발행, ISBN 89-529-5614-1
- 허니와 클로버 7권 - 2005년 5월 발행, ISBN 89-529-6925-1
- 허니와 클로버 8권 - 2005년 10월 발행, ISBN 89-529-7541-3
- 허니와 클로버 9권 - 2006년 10월 발행, ISBN 89-529-8885-X
- 허니와 클로버 10권 - 2007년 5월 발행, ISBN 978-89-529-9293-2

학산문화사에서는 10권 발매 기념으로 10권 모두 수납할 수 있는 박스 한정판을 제작/판매하였다. 박스에는 편선지 세트도 포함되어 있다. (ISBN 978-89-529-9365-6)

### 일본어판
타카라지마샤 원더랜드 코믹스
- 허니와 클로버　1권 - 2001년 1월 발행 (절판) ISBN 4-7966-2088-5

내용은 슈에이샤판 1권과 거의 동일하지만, 아래와 같이 다른 점이 있다.
- 판형이 다르다.
- 슈에이샤판에는 없는 컬러 일러스트가 있다.
- 작가 후기가 다르다.
- chapter. 1이 마야마의 독백으로 시작하고 일부 컷의 대사가 다르다.

연재시에는 마야마를 이야기의 중심으로 세우려고 했던 것이 아닌가 의심된다. 슈에이샤 판에서는 타케모토의 독백으로 시작한다.
- 여백 페이지의 일러스트가 다르다.
- 페이지의 오른쪽 위의 여백에 “허니와 클로버 1”이라는 글이 없다.
- 로고가 다르다.

타카라지마샤 판에는 네잎 클로버의 안쪽에 창을 든 꿀벌의 그림이 있다. 슈에이샤 판에는 네잎 클로버의 주위를 꿀벌이 날고 있다.
슈에이샤 QUEEN'S COMICS
기존에 연재하던 잡지가 휴간(사실상 폐간)하게 되어 연재잡지를 옮기면서 출판사가 바뀌었다. 따라서 2권이 발매될 때 1권이 같이 새 판으로 발매되었다.
또한 8권에서 9권으로 넘어가는 사이에는 연재하던 잡지, 《영 유》가 휴간하게 되어 두 번째로 잡지를 옮기게 되면서 9권의 발행이 늦어졌다.
- 허니와 클로버(ハチミツとクローバー) 1권 - 2002년 8월 24일 발행 ISBN 4-08-865079-4
- 허니와 클로버(ハチミツとクローバー) 2권 - 2002년 8월 24일 발행 ISBN 4-08-865080-8
- 허니와 클로버(ハチミツとクローバー) 3권 - 2003년 1월 22일 발행 ISBN 4-08-865107-3
- 허니와 클로버(ハチミツとクローバー) 4권 - 2003년 2월 24일 발행 ISBN 4-08-865111-1
- 허니와 클로버(ハチミツとクローバー) 5권 - 2003년 8월 24일 발행 ISBN 4-08-865139-1
- 허니와 클로버(ハチミツとクローバー) 6권 - 2004년 5월 24일 발행 ISBN 4-08-865203-7
- 허니와 클로버(ハチミツとクローバー) 7권 - 2005년 3월 23일 발행 ISBN 4-08-865273-8
- 허니와 클로버(ハチミツとクローバー) 8권 - 2005년 7월 24일 발행 ISBN 4-08-908039-8
- 허니와 클로버(ハチミツとクローバー) 9권 - 2006년 7월 14일 발행 ISBN 4-08-865352-1
- 허니와 클로버(ハチミツとクローバー) 10권 - 2006년 9월 13일 발행 ISBN 4-08-865358-0

## 애니메이션
2005년 4월부터 9월까지 후지 TV 계열로 “노이타미나”의 첫 작품으로 방송되었다.
이 작품의 제4회에는 후지 TV의 아나운서 3명이 하구미의 동급생역으로, 제8화에는 남자를 밝히는 것 탤런트로 유명한 “KABA.”가 “사이온지 미도리”(하구미가 살고 있는 아파트의 집주인이 기르고 있는 애완견) 역으로 게스트 출연하고 있다.

### 방송 시간
- 후지 TV 721(재방송)：매주 수요일 21시 00분～21시 50분 , 매주 금요일 18시 00분～18시 50분

### 스탭
- 감독: 카사이 켄이치 (제1기), 나가이 타츠유키 (제2기)
- 감수: 카사이 켄이치 (제2기)
- 각본: 쿠로다 요스케
- 시리즈 구성: 쿠로다 요스케
- 캐릭터 감수: 우미노 치카
- 캐릭터 디자인 :시마무라 슈이치
- 애니메이션 제작 :J.C.STAFF
- 의상 감수: 쿠라이시 카즈키
- 총 작화 감독: 요시다 타카히코 (제1기, 제2기 11화), 효우토 마사루 (제2기)
- 서브 디자인: 츠즈키 유타코 (제1기)
- 미술 감독: 시바타 치카코
- 색채 설정: 이시다 미유키
- 영상 디자인: 오오코우치 요시오
- 촬영 감독: 쿠로사와 유타카 (제1기), 오오코우치 요시오 (제 2 기)
- 편집: 니시야마 시게루
- 음악: 하야시 & 살롱 '68, DEPAPEPE (제2기)
- 음악 제작: 애니 플렉스 (제1기), SME 레코즈 (제2기)
- 오프닝 영상: 노다 나기 (제1기 제1-12화), 코다마 유이치 (제1기 13-24화), 히라노 후미코 (제2기)
- 의상 감수: 쿠라이시 카즈키 (1기)
- 협력: 슈에이샤 "YOUNG YOU" 편집부 (제1기), 그래스호퍼, 주식회사 오거스타
- 프로듀서: 젠코
- 애니메이션 제작: J.C.STAFF
- 제작사: 허니와 클로버 제작위원회 (아스믹 에이스 엔터테인먼트, 슈에이샤, 후지 TV, 덴츠, 젠코)

### 출연진(더빙)
제1기-제2기
- 하나모도 하쿠미: 쿠도 하루카 / 정미숙
- 타케모토 유우타: 카미야 히로시 / 김영선
  - 2기 마지막회 방송시에만 노지마 켄지가 대역.
- 타케모토 유타 (어린 시절): 혼다 타카코
- 마야마 타쿠미: 스기타 토모카즈 / 김승준
- 모리타 시노부 / 모리타 츠카사(표기): 우에다 유지 / 변현우
- 야마다 아유미: 타카하시 미카코 / 정소영
- 하나모도 슈지: 후지와라 케이지 / 오세홍
- 하라다 리카 : 오오하라 사야카 / 장은숙
- 하라다 : 호리우치 켄유
- 모리타 카오루 : 타케와카 타쿠마 / 신용우
- 노미야 타쿠미 : 하마다 켄지 / 홍범기
- 야마자키 이치시 : 츠치다 히로시
- 테시가와라 미와코: 네야 미치코 / 김선혜
- 타케모토 미츠코 : 시노하라 에미
- 타케모토 유이치 : 오제키 아키히사
- 아이다 카즈오 : 미야케 켄타
- 아키코 아주머니 : 이치죠 미유키
- 탄게 교수 : 히로세 마사시
- 쇼다 교수 : 무기히토
- 토쿠다이지 : 스가오 타카유키
- 신씨 : 하타노 와타루
- 로쿠타로 : 나미카와 다이스케
- 토우료 : 아오노 타케시
- 로마이야 선배 : 야마데라 코이치 (TV 미방영의 chapter.L 에서만)
- 하세가와 카즈히코 : 노지마 히로후미

(제2기에서 출연)
- 네기시 타츠오 : 나카 히로시
- 모리타 카오루 (어린 시절) : 미나가와 준코
- 모리타 시노부 (어린 시절) : 쿠기미야 리에
- 플로이드 : 타니구치 타카시
- 시로야마 : 이이다 히로시
- 사츠키 선생 : 사쿠마 쿠미
- 맥 카를로스 : 코야마 리키야
- 에마 : 유즈키 료카

### 주제가
- 제1기
  - 오프닝 테마곡 〈드라마틱(ドラマチック)〉

작사: YUKI / 작곡·편곡: 츠타야 코이치 / 노래: YUKI
- - 엔딩 테마곡 (제1화~12화·제24화) 〈왈츠(ワルツ)〉

작사·작곡：와타나베 켄지 / 편곡：스네오 헤어- / 노래：스네오 헤어-
- - 엔딩 테마곡 (제13화~제23화) 〈Mistake〉

작사：야구마 신이치 / 작곡：오쿠다 타미오 / 노래：THE BAND HAS NO NAME
- 제2기
  - 오프닝 테마곡 〈한심해(ふがいないや 후가이나이야[*])〉

작사: YUKI / 작곡·편곡: YUKI, 타마이 켄지, 유아사 아츠시 / 노래: YUKI
- - 엔딩 테마곡 〈스플릿(スプリット)〉

작사·작곡: 와타나베 켄지 / 편곡·노래: 스네오 헤어-

### 삽입곡
- 제1기
  - 제1화: 스피츠 〈벌꿀〉 (ハチミツ 하치미츠[*])
  - 제2화: 스가 시카오 〈8월의 세레나데〉 (8月のセレナーデ)
  - 제3화: 스가 시카오 〈달과 나이프〉 (月とナイフ)
  - 제4화: 스가 시카오 〈파 광〉 (波光)
  - 제7화: 스피츠 〈타마가와〉 (多摩川)
  - 제10화: 스피츠 〈물고기〉 (魚)
  - 제13화: 스가 시카오 〈이제 가지 않으면〉 (そろそろいかなくちゃ)
  - 제14화: 스피츠 〈Y〉
  - 제15화: 스피츠 〈밤을 달리는〉 (夜を駆ける)
  - 제18화: 스가 시카오 〈유비키리〉 (ユビキリ)
  - 제19화: 스가 시카오 〈황금의 달〉 (黄金の月)
  - 제22화: 스피츠 〈달에 돌아가는〉 (月に帰る)
  - 제23화: 스가 시카오 〈Room201〉 ()
  - 제24화: 스피츠 〈스피카〉 (スピカ)
- 참고

스피츠의 삽입곡은 작사·작곡：쿠사노 마사무네/노래：스피츠
스가 시카오의 삽입곡은 작사·작곡·노래：스가 시카오
삽입곡이 없는 방송: 5화~6화, 8화~9화, 11화~12화, 16화~17화, 20화~21화
- 제2기
  - 제1화: 스피츠 〈단짝〉 (仲良し)
  - 제2화: 스피츠 〈수영장〉 (プール)
  - 제3화: 스가 시카오 〈여기에 있는〉 (ココニイルコ)
  - 제4화: 스피츠 〈불길〉 (ほのほ)
  - 제5화: 스피츠 〈주템므?〉 (ジュテーム?)
  - 제6화: 스가 시카오 〈Happy Birthday〉
  - 제7화: 스가 시카오 〈여름 그늘〉 (夏陰〜なつかげ〜)
  - 제8화: 스가 시카오 〈사과 주스〉 (リンゴ・ジュース)
  - 제9화: 스가 시카오 〈바람이 그칠 때〉 (風なぎ)
  - 제10화: 스피츠 〈눈물〉 (涙)
  - 제11화: 스가 시카오 〈두 사람의 그림자〉 (ふたりのかげ)
  - 제12화: 스피츠 〈시골 생활〉 (田舎の生活)

- 제2기 삽입곡
  - 〈Night & Day〉

작곡: DEPAPEPE

### 각화 이야기 목록
| 각화             | 부제(원어)                                               | 부제(풀이)                                                           |
| 허니와 클로버    | 허니와 클로버                                            | 허니와 클로버                                                        |
| ---------------- | -------------------------------------------------------- | -------------------------------------------------------------------- |
| chapter.1        | ……人が恋に落ちる瞬間を初めて見てしまった。まいったな……   | ...... 사람이 사랑에 빠지는 순간을 처음 보았다. 큰일이구나......     |
| chapter.2        | はぐちゃんを見て少し、焦った……っていうか                 | 하구짱을 보고 조금 초조해했다 ......라고 할까                        |
| chapter.3        | あのさ、お前。なんで俺なんだ?                            | 저기, 너. 어째서야?                                                  |
| chapter.4        | ホントはあんま好きじゃない。クリスマス……                 | 정말로 안마 좋아하지 않아. 크리스마스 ......                         |
| chapter.5        | ……うん………ただいま……                                      | ...... 응 ......... 방금 ......                                      |
| chapter.6        | ……なあ山田、なんで俺なんか好きになっちまったんだよ       | ......아 야마다, 어째서 나따윌 좋아하게 되어버렸다거야               |
| chapter.7        | はぐ、一緒に行こう                                       | 빼앗다, 함께 가자                                                    |
| chapter.8        | ああ……遠いなぁ……                                         | 아 ...... 멀구나 ......                                              |
| chapter.9        | 彼女は気付いただろうか?なぜオレは教えないんだろうか?     | 그녀는 깨달은 것일까? 왜 나는 가르치지 않는 것일까?                  |
| chapter.10       | ……そんな簡単に放り出していいもんじゃないだろ……           | ...... 그렇게 간단히 집어 치우는 것은 좋은 것이 아니지 ......        |
| chapter.11       | た……楽しくなかった……                                     | 땃 ...... 재미 없었어 ......                                         |
| chapter.12       | バッカヤロウ。何考えてんだよ！                           | 바보놈. 무슨 생각하는거야!                                           |
| chapter.13       | ……彼女に……僕はいったい、どんな答えを期待していたんだろう | ...... 그녀 ...... 나는 도대체 어떤 대답을 기대하고 있던 걸까        |
| chapter.14       | 夢の中で、彼女に逢った……                                 | 꿈속에서 그녀를 만난 ......                                          |
| chapter.15       | ……理花さん。オレをまた原田デザインで使ってもらえますか?  | ...... 리카 씨. 나를 또 하라다 디자인에 사용하고 있을까요?           |
| chapter.16       | 3つめの答えを、僕は、口にしない……                        | 3번째 대답을 나는, 말하지 않는다 ......                              |
| chapter.17       | オレに無いのは、目的地なんだ……                           | 나에게없는 것은 목적지이야 ......                                    |
| chapter.18       | 森田さんが戻って来たら……彼女は? そして……                 | 모리타씨가 돌아 오면 ...... 그녀는? 그리고 ......                    |
| chapter.19       | こうやっていつも、真山は私を見失う                       | 이렇게 항상 마야마 나를 놓치다                                       |
| chapter.20       | それをケアすんのがアンタの役目だろう!                    | 그것을 치료하는 것이 안타의 역할일 것이다!                           |
| chapter.21       | ……空っぽだ……                                             | ...... 공허하다 ......                                               |
| chapter.22       | ……トンネルを抜けると、とてもキレイな所に出た……           | ...... 터널을 통과하면 매우 깨끗한 곳에 나왔다 ......                |
| chapter.23       | ……そして、僕はもう一度走り出す……                         | ...... 그리고 나는 다시 달리기 시작한다 ......                       |
| chapter.24       | ……ついた                                                 | ...... 입다                                                          |
| chapter.L        | ローマイヤ先輩スペシャル                                 | 로마이야 선배 스페셜                                                 |
| chapter.F        | 藤原デザイン事務所スペシャル                             | 후지와라 디자인 사무소 스페셜                                        |
| 허니와 클로버 II |                                                          |                                                                      |
| chapter.1        | ……そして、僕たちは再び回り始める……                       | 그리고 우리들은 다시 회전하기 시작한다 ......                        |
| chapter.2        | ……でも、そうでもしなきゃ思い知れないなら、行くがいいさ…  | ......하지만 그렇게라도 하지 않는다고 생각 한다면 하는게 좋아 ...    |
| chapter.3        | 信じらんねぇ……9時間かかんだぞ……!                         | 믿다...... 9시간 내려다봐 ......!                                    |
| chapter.4        | 先に耐えきれなくなったのは俺だった。気づいてはいたんだ…  | 먼저 참을 수 없게 된 것은 나였다. 눈치채고 있었어 ...                |
| chapter.5        | そう、彼は……優しくしあうことを許されたのだ…              | 이렇게, 그는 ...... 부드럽게 서로를 용서한 것이다 ...                |
| chapter.6        | ……口にしてはダメ……、私には、それを奪う権利はない…        | ...... 입으로는 소용없다 ...... 나에게 그것을 빼앗을 권리는 없다 ... |
| chapter.7        | ……あのときのことが、目に焼き付いて離れない…              | ...... 그 때의 일이 눈에 강하게 남아 멀어지다 ...                    |
| chapter.8        | ……僕は、なにも知らなかった。                             | ...... 나는 아무것도 몰랐다.                                         |
| chapter.9        | ……ああ、神様……どうか、彼女を……                           | ...... 아, 하나님 ...... 부디, 그녀를 ......                         |
| chapter.10       | ……どこ、行っちゃってるのよ、バカ……                       | ...... 어디, 가버린거야, 바보 ......                                 |
| Chapter.11       | ……私から、絵を描くことを、奪わないでください…            | ...... 저에게서 그림을 그리는 것을 빼앗지 마십시오 ...               |
| Chapter.12       | ……時が過ぎて、何もかもが思い出になる日はきっと来る…      | ...... 시간이 지나면서 모든 것이 추억이 되는 날은 반드시 온다 ...    |

※ chapter.L은 DVD 초회 한정반 5장 chapter.F은 DVD 초회 한정반 9징의 특전 영상 (TV 미방송）

## 영화
실사 영화는 일본에서는 2006년 7월 22일 개봉하였다. 대한민국에서는 2007년 1월 11일 개봉하였다. 이후 DVD로도 발매되어, 일본에서는 2007년 1월 12일 가도가와 엔터테인먼트에서, 대한민국에서는 동년 3월 15일에 와이드미디어에서 발매되었다.

### 출연진
- 타케모토 유우타: 사쿠라이 쇼
- 하나모토 하구미: 아오이 유우
- 모리타 시노부: 이세야 유스케
- 마야마 타쿠미: 카세 료
- 야마다 아유미: 세키 메구미
- 하나모토 교수: 사카이 마사토
- 목수: 나카무라 시도(특별출연)

### 스탭
- 감독: 타카다 마사히로
- 각본: 카와하라 마사히코, 타카다 마사히로
- 촬영: 하세가와 케이지
- 음악: 간노 요코
- 제작: 아스믹 에이스, 제이스톰, 슈에이샤, 덴츠
- 배급: 아스믹 에이스

### 주제가
- 마법의 주문 (魔法のコトバ) / 스피츠

### 삽입곡
- 푸른하늘 페달 (アオゾラペダル) / 아라시 (스가 시카오 작사·작곡)
- 오페라《라 왈리》제 1막 Ebben! Ne Andro Lontana (나 이제 멀리 떠나가리)（카탈라니 작곡）

## 텔레비전 드라마
일본 후지 TV에서 2008년 1월 8일부터 3월 18일까지 방영되었다. 주연은 나루미 리코.

### 출연진
- 하나모토 하구미: 나루미 리코
- 타케모토 유우타: 이쿠타 토마
- 모리타 시노부: 나리미야 히로키
- 마야마 타쿠미: 무카이 오사무
- 야마다 아유미: 하라타 나츠키
- 하나모토 교수: 무라카미 준
- 노미야 타쿠미: 가시와바라 타카시
- 하라다 리카: 세토 아사카

### 스탭
- 각본: 카네코 시게키
- 연출: 타니무라 마사키, 마츠야마 히로아키, 사사키 쇼타
- 음악: 카이다 쇼고, 미야코 케이치(SOPHIA), 코노 신
- 프로듀서 : 타키야마 마도카, 시카나이 츠키
- 제작: 후지 TV 드라마 제작 센터

### 주제가
- 히라이 켄 - 〈캔바스(「キャンバス)〉

### 방영일 및 부제·시청률
| 각화                                      | 방영일          | 부제                                          | 시청률 |
| ----------------------------------------- | --------------- | --------------------------------------------- | ------ |
| 제1화                                     | 2008년 1월 8일  | 봄, 사랑에 빠진 순간                          | 12.9%  |
| 제2화                                     | 2008년 1월 15일 | 복권에 맞춘 바다와 눈물과 키스                | 10.0%  |
| 제3화                                     | 2008년 1월 22일 | 여름, 불꽃과 흩어진 짝사랑                    | 9.8%   |
| 제4화                                     | 2008년 1월 29일 | 성야에 도착, 눈물의 고백                      | 9.5%   |
| 제5화                                     | 2008년 2월 5일  | 제일의 존재가 아니어도 좋아                   | 8.9%   |
| 제6화                                     | 2008년 2월 12일 | 제 몫을 할 수 있는 사람은 어떻게 될 수 있나요 | 8.6%   |
| 제7화                                     | 2008년 2월 19일 | 지금, 지도없이 길을 향해                      | 8.3%   |
| 제8화                                     | 2008년 2월 26일 | 실종! 인생과 사랑을 잃는 겨울                 | 8.0%   |
| 제9화                                     | 2008년 3월 4일  | 기적의 고백, 충격의 대형 사고                 | 7.4%   |
| 제10화                                    | 2008년 3월 11일 | 절망, 두 사람을 잇는 길                       | 7.0%   |
| 최종화                                    | 2008년 3월 18일 | 가슴을 펼 좋은 사랑이었다                     | 7.1%   |
| 평균 시청률: 8.9%                         |                 |                                               |        |
| (시청률은 간토 지방·비디오 리서치사 조사) |                 |                                               |        |